# Rugby a 15 nel 1982

## Eventi principali
- Da ricordare, il miglior risultato di sempre sino a questo momento degli azzurri della nazionale italiana: secondi nella Coppa FIRA e ad un passo dal battere la Francia.
- Sempre per gli azzurri, va ricordato il primo successo contro una selezione ufficiale britannica: l'Inghilterra Under-23.
- Il Sudamérica XV batte il Sudafrica a Bloemfontein
- Una selezione internazionale ("World XV") si reca in Australia per i cento anni del rugby nel Queensland, tra i convocati anche Fulvio Lorigiola, mediano di mischia della nazionale italiana.
- Storico successo della Scozia in casa dell'Australia.

## Attività internazionale

### I Tour di metà anno
Nel 1982 fa notizia la clamorosa vittoria di Bloemfoitein dei Giaguari del sudamerica (di fatto la nazionale argentina sotto mentite spoglie per motivi politici) contro il Sudafrica e la conquista neozelandese della Bledisloe Cup.
Anche la Scozia conquista una vittoria storica con l'Australia.

### Altri Test
| Tokyo 30 gennaio 1982 | Giappone | 18 – 12 | Hong Kong | Chichibu |

| 27 marzo 1982 | Belgio | 13 – 9 | Paesi Bassi |  |

| Harare 27 marzo 1982 | Zimbabwe | 15 – 12 | Kenya |  |

| Lusaka 1º aprile 1982 | Zambia | 4 – 54 | Zimbabwe |  |

| Suva 3 aprile 1982 | Figi XV | 18 – 21 | Sydney |  |

| Sofia 1982 | Germania Est | 3 – 42 | Polonia |  |

| Sofia 1982 | Bulgaria | 16 – 3 | Germania Est |  |

| Lipsia 1982 | Germania Est | 6 – 3 | Bulgaria |  |

| - 1982 | Isole Cook | 14 – 28 | Tahiti |  |

| - 1982 | Isole Cook | 42 – 24 | Tahiti |  |

## I Barbarians
La selezione ad inviti dei Barbarians nel 1982 ha disputato oltre i tradizionali incontri, due match celebrativi per il centenario del Waterloo R.F.C. e del Racing Club de France.
| Northampton 24 marzo 1982 | East Midlands | 22 – 35 | Barbarians |  |

## Campionati nazionali
- Africa:

| Sudafrica | Currie Cup | Western Province |

- Oceania:

| Nuovo Galles del Sud | Shute Shield                     | Randwick |
| Queensland           | Premier Rugby                    | Brothers |
| Australia            | Campionato per Club              | Randwick |
| Nuova Zelanda        | National Provincial Championship | Auckland |

- Americhe:

| Argentina   | Argentino              | Buenos Aires       |
|             | Camp. di Buenos Aires  | CASI               |
| Brasile     | Campionato             | Alphaville (SP)    |
| Canada      | Campionato Provinciale | Ontario            |
| Stati Uniti | Campionato             | Old Blues Berkeley |

- Europa:

| Irlanda          | Interprovinciale         | Leinster Rugby     |
| Galles           | Campionato               | Cardiff RFC        |
|                  | WRU Challenge Cup        | Cardiff RFC        |
| Inghilterra      | Coppa                    | Gloucester         |
|                  | Campionato delle Contee  | Northumberland     |
| Francia          | Campionato               | Agen               |
|                  | Challenge Yves du Manoir | Dax                |
| Italia           | Campionato               | L'Aquila           |
|                  | Coppa                    | Petrarca Padova    |
| Scozia           | Campionato dei distretti | South              |
|                  | Campionato               | Hawick             |
| Unione Sovietica | Campionato               | Slava              |
|                  | Coppa                    | Aviator            |
| Romania          | Campionato               | Dinamo Bucarest    |
| Portogallo       | Coppa                    | Direito Cascais    |
| Spagna           | Spagna (Copa del Rey)    | CR Cisneros        |
|                  | Campionato               | Arcquiteura Madrid |